# 国連の日
国連の日（こくれんのひ、United Nations Day） または国連デー（こくれんデー） とは、国際連合が定める国際デーの一つである。10月24日。1945年のこの日に、国際連合憲章が発効して国際連合が正式に発足したことにちなむ。
1948年の10月24日は国際憲章の記念日であり、国際連合総会はこの日を「国連の目的と成果を世界の人々に知らせ、国連の責務の支持を得ることに捧げる」と宣言した。
1971年、国際連合総会において、さらなる決議案として国連の日を国際休日とし、国際連合加盟国は祝日にすることを推奨することを宣言した（国連連合決議2782）。

## 第二次世界大戦の同盟国の日
国連の日と呼ばれる最初のイベントは第二次世界大戦の同盟国の結束と軍事パレードの日であり、フランクリン・ルーズベルトはアメリカでの軍事パレードを連合国共同宣言の6か月後の1943年6月14日の旗の日に始めた。ニューヨークでは「ニューヨークの戦争のパレード」として、またロンドンとソビエト政府、および中国政府によっても祝われた。

## 記念
国連の日は、伝統的に国連の目標や成果についてのミーティング、議論、展覧会などが世界中で行われている。1971年、国連総会は加盟国に対して「国連の日」を祝日にするようにすすめた。
1948年以来アメリカ合衆国は、毎年大統領が世界の平和と安全保障への貢献をたたえる大統領宣言を公布している。2012年は10月24日、国連の日に バラク・オバマ大統領が公布した。2013年には、10月24日に公布した。2014年には10月24日に公布した。2015年10月22日には、国連の日を10月24日にすると宣言した。2016年10月21日には、10月24日を国連の日にすると宣言した。2017年10月24日には、ドナルド・トランプ大統領が公布した。
コソボ共和国では、コソボ暫定行政ミッションによって管理され、国連の日は公式の休日とされている。
フィリピンでは、地元の子供たちが決まって長期休みの前の学校最後の日である国連の日に各加盟国の民族衣装を着ている。個人、授業、学年のレベルによって説明や勉強する国が割り当てられ、生徒たちは国旗を手作りし、国連の日の教育活動の一環として、文化や食べ物についてプレゼンテーションの準備を行う。